# Dödens triangel
Dödens triangel, (originaltitel The Bermuda Triangle), är en bok från 1974 av amerikanen Charles Berlitz (ISBN 91-7008-645-1).
Boken beskriver de myter och legender som omger Bermudatriangeln, samt spär på mystiken. Boken gav upphov till nya rön om triangeln och fick människor att spärra upp ögonen då triangeln tidigare inte varit allmänt känd.
I boken uppmärksammas både försvunna flygplan och båtar, underliga upplevelser beskrivs i detalj och de mytiska förklaringarna tar en helt annorlunda form än tidigare.

## Kritik
Boken bemöttes kritiskt året därpå i Larry Kusches bok ”The Bermuda Triangle Mystery – Solved”, i vilken Kusche ger plausibla förklaringar till de flesta av de av Berlitz beskrivna fallen.